# روبرت کولن
روبرت کولن (ژاپنی: カレン・ロバート؛ زادهٔ ۷ ژوئن ۱۹۸۵) یک بازیکن فوتبال اهل ژاپن است.
از باشگاه‌هایی که در آن بازی کرده‌است می‌توان به باشگاه فوتبال جوبیلو ایواتا، باشگاه فوتبال رواسو کوماموتو و باشگاه فوتبال فنلو اشاره کرد.